# Sigrid Leuschner

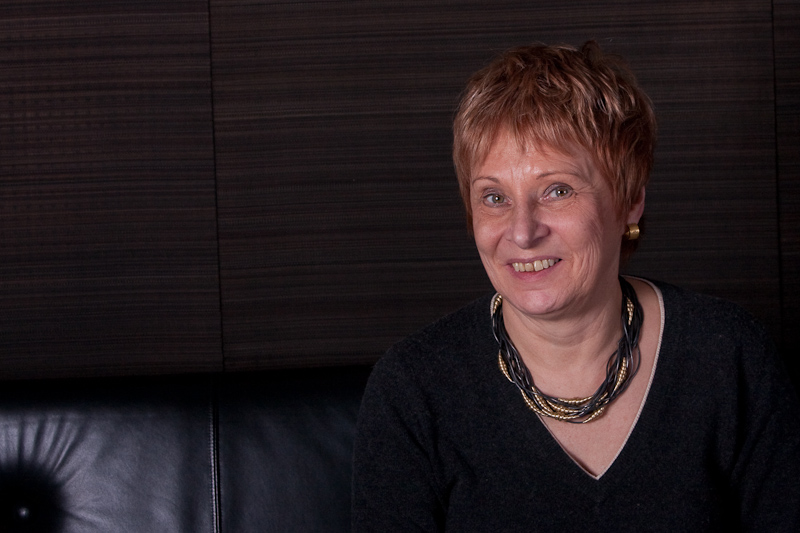
Sigrid Leuschner (2009)

Sigrid Leuschner (* 28. Oktober 1951 in Hannover) ist eine deutsche Politikerin (Die Linke, ehemals SPD). Von 1994 bis 2013 war sie Mitglied des Niedersächsischen Landtags.

## Ausbildung und Beruf
Nach dem Besuch der Haupt- und Realschule in Hannover war sie in den Jahren 1969 bis 1972 Angestellte im fernmeldetechnischen Dienst der Deutschen Bundespost in Hannover. Von 1972 bis 1975 besuchte sie das Hannover-Kolleg und machte im Jahr 1975 ihr Abitur. Danach studierte sie von 1975 bis 1981 Germanistik und Politik an der Universität Hannover und schloss das Studium mit dem 1. Staatsexamen für das Lehramt an Gymnasien ab. In der Zeit von 1972 bis 1985 war sie als Dozentin im Bildungsbereich der Deutschen Postgewerkschaft und bei Arbeit und Leben tätig. In den Jahren 1982 bis 1983 war sie hauptberuflich Bildungssekretärin der Deutschen Postgewerkschaft im Bundesbildungszentrum der DPG in Gladenbach. Von 1985 bis 1989 arbeitete sie als Gewerkschaftssekretärin bei der DAG in Hannover. Vom Jahr 1989 bis zu ihrer Wahl in den Landtag schloss die Tätigkeit als Dozentin für Tarif- und Personalvertretungsrecht im Bundesbildungszentrum der DAG in Walsrode an.

## Politik
Sigrid Leuschner war in den Jahren 1969 bis 2013 Mitglied der SPD. Sie gehörte zuletzt dem Vorstand des SPD-Bezirks Hannover an und war stellvertretende Vorsitzende des Unterbezirks Region Hannover. Seit 1994 gehörte Leuschner dem Niedersächsischen Landtag an, in der 13. Wahlperiode (1994) und in der 14. Wahlperiode (1998) als direkt gewählte Abgeordnete. In der 15. Wahlperiode (2003) und der 16. Wahlperiode (2008) wurde sie über die Landesliste der SPD gewählt. Seit 2003 war sie stellvertretende Vorsitzende des Ausschusses für Inneres und Sport des Niedersächsischen Landtages. Sie war Sprecherin der SPD-Fraktion für die Verwaltungsreform. Bei der Landtagswahl 2013 trat sie nicht wieder an, nachdem Doris Schröder-Köpf in einer Kampfabstimmung an ihrer Stelle zur SPD-Direktkandidatin im Wahlkreis Hannover-Döhren gewählt worden war. 
Am 14. Januar 2013, wenige Tage vor der Landtagswahl, wechselte Leuschner zur Partei Die Linke.  Neben den Umständen, die zur Aufstellung Schröder-Köpfs führten, nannte sie als zweiten Grund für ihren Wechsel eine zunehmende „Inhaltsleere“ in der SPD sowie fehlendes Engagement für Verbraucherschutz und Arbeitnehmerrechte im öffentlichen Dienst.

## Weiteres Engagement
Von 1995 bis 2014 war Sigrid Leuschner Vorstandsvorsitzende der Verbraucherzentrale Niedersachsen. Darüber hinaus ist sie Mitglied der Gewerkschaft ver.di, der Arbeiterwohlfahrt und des Sozialverbandes Deutschland.
Leuschner ist u. a. Mitglied des Humanistischen Verbandes Niedersachsens, der Deutschen Orient-Gesellschaft, der Ethnologischen Gesellschaft Hannover, der Deutsch-Türkischen Gesellschaft Niedersachsen-Bremens, der Chaverim (Freunde) der Liberalen Jüdischen Gemeinde Hannover sowie der Schützen-Vereinigung Döhren.